# 海门街道
海门街道，中国浙江省台州市椒江区下辖的一个街道。

## 辖区
该街道辖有以下地区：
屋基里社区、泰顺里社区、城隍浦社区、衙门巷社区、育才社区、凤凰社区、建设社区、枫山社区、枫南社区、岭南社区、景元社区、百家和社区、景海社区、东方红村、幸福村、枫山村、沙田村、吴叶村、赞扬村、星辉村、陶王村、百果村、岳头村、群辉村、岩头村、东辉村、东丰村、王家村和民辉村。